# Alice au Camp des biches
Alice au camp des biches (titre original : The Bungalow Mystery, littéralement : Le Mystère du bungalow) est le troisième roman de la série américaine Alice (Nancy Drew en VO) écrit par Caroline Quine, nom de plume collectif de plusieurs auteurs. L'auteur de ce roman est Mildred Wirt Benson. 
Aux États-Unis, le roman a été publié pour la première fois le 29 avril 1930 par Grosset & Dunlap (New York). En France, il est paru la première fois en 1957 chez Hachette Jeunesse dans la collection Bibliothèque verte sous le no 290. Ce roman n'a pas été réédité en France depuis 1985.
Dans ce roman, Alice Roy fait la connaissance de Laura, une orpheline de son âge sous l'emprise d'un tuteur cruel au comportement très curieux. Mais le tuteur est-il bien celui qu'il prétend être ? C'est ce qu'Alice va tenter de découvrir.

## Résumé
Remarque : le résumé est basé sur les éditions cartonnées non abrégées parues de 1957 à 1973 en langue française.
En vacances d'été au Camp des biches, Alice et son amie Hélène se promènent en canot à moteur sur un vaste lac, lorsque le temps passe subitement du beau à la tempête. Une pluie diluvienne s'abat sur les eaux du lac, noyant le moteur du canot. De grandes vagues font chavirer l’embarcation et les deux passagères tombent à l'eau, loin de leur embarcation. Une jeune fille en barque entend leurs appels au secours et se porte à leur aide. Les trois jeunes filles réussissent à regagner la rive, saines et sauves. Alice et Hélène remercient chaleureusement leur sauveteur : elle se nomme Laura Pinkerton, et passe elle aussi les vacances au bord du lac en compagnie de son tuteur, Jacob Ascott. Laura fait part à Alice du comportement très autoritaire de son tuteur ; elle souhaite avoir l'avis d'Alice et lui présente Jacob Ascott. L'homme, dur et méprisant, déplaît fortement à Alice. 
Quelques jours plus tard, Alice quitte le Camp des biches en voiture. Quelle n'est pas sa surprise lorsqu'elle croise sur la route Laura Pinkerton à pied ! La jeune orpheline lui apprend qu'elle vient de s'enfuir de chez son tuteur. Elle demande asile à Alice. N'écoutant que son bon cœur et par gratitude envers celle qui l'avait sauvée, Alice l'emmène chez elle, à River City. Quand Laura lui explique par le menu les agissements stupéfiants de son tuteur, Alice se demande si Jacob Ascott est le véritable tuteur de Laura ou bien un usurpateur. Dans ce dernier cas, où est le véritable Jacob Ascott ?
Alice se rend chez Ascott avec l'intention d'avoir une discussion avec lui. L’apercevant de loin qui s'enfonce dans la forêt, intriguée, elle le prend en filature. L'homme entre dans une petite maison délabrée. Alice en profite pour faire demi-tour et aller fouiller la maison d'Ascott, espérant y trouver des indices. L'entendant revenir chez lui, elle se cache dans un placard, puis retourne à la maison délabrée dans la forêt. Là, dans la cave, Alice a la surprise de découvrir un homme enchaîné, vêtu de haillons, et très affaibli : il s'agit du vrai Jacob Ascott. L'homme qu'elle avait suivi était un escroc dont le but était de faire main basse sur l'héritage de Laura.

## Personnages

### Personnages récurrents
- Alice Roy : seize ans[2], orpheline de mère, fille de James Roy.
- James Roy : avoué[3] de renom, père d'Alice Roy, veuf.
- Sarah : la fidèle gouvernante des Roy, qui a élevé Alice à la mort de sa mère.

### Personnages spécifiques à ce roman
- Hélène Carvin (Helen Corning en VO) : la meilleure amie d'Alice.
- Laura Pinkerton (Laura Pendleton en VO) : jeune orpheline.
- Jacob Ascott (Jacob Aborn en VO) : le tuteur de Laura.
- Jerry Brand : malfaiteur.

## Éditions françaises
Note : Toutes les éditions ont paru aux éditions Hachette Jeunesse.
- 1957 : Alice au Camp des biches — coll. « Bibliothèque verte » no 290, cartonné, texte original. Illustré par Albert Chazelle. Traduction de Hélène Commin. 25 chapitres. 252 p.  ;
- 1967 : Alice au Camp des biches — coll. « Idéal-Bibliothèque » no 327, cartonné avec jaquette, texte légèrement abrégé. Nouvelle couverture et illustrations d'Albert Chazelle. Traduction de Hélène Commin. 25 chapitres. 186 p.  ;
- 1970 : Alice au Camp des biches — coll. « Idéal-Bibliothèque » no 327, cartonné sans jaquette (couverture plastifiée), texte abrégé. Illustrations d'Albert Chazelle. Traduction de Hélène Commin. 25 chapitres. 186 p.  ;
- 1973 : Alice au Camp des biches — coll. « Bibliothèque verte », cartonné, texte original. Nouvelle couverture d'Albert Chazelle[4]. Traduction de Hélène Commin. 25 chapitres. 252 p.  ;
- 1977 : Alice au Camp des biches — coll. « Bibliothèque verte », cartonné, texte raccourci. Nouvelle couverture de Jean-Louis Mercier. Traduction d'Anne Joba. 25 chapitres. 180 p.  ;
- 1978 : Alice au Camp des biches — Éditions France loisirs, cartonné, texte original. Couverture de C. Leborne (pas d'illustrations intérieures) ;
- 1983 : Alice au Camp des biches — coll. « Bibliothèque verte », cartonné (série "striée"), texte raccourci. Nouvelle couverture de Joseph Sheldon, illustrations intérieures de Jean-Louis Mercier. Traduction d'Anne Joba. 25 chapitres. 180 p.  ;
- 1984 : Alice au Camp des biches — coll. « Bibliothèque verte », cartonné (série "striée")[5], texte raccourci. Nouvelle couverture de Jean Sidobre, illustrations intérieures de Jean-Louis Mercier. Traduction d'Anne Joba. 25 chapitres. 180 p.

## Adaptation
Une partie de l'intrigue du roman a été utilisée dans le jeu vidéo Les Enquêtes de Nancy Drew : Le Mystère de l'horloge, développé par Her Interactive.[réf. nécessaire]